# Oost-Indisch Huis
Het Oost-Indisch Huis, ook wel Oostindisch Huis of Oostindies huis, was het hoofdkantoor en archief van de VOC in elk van de zes steden waar de voorcompagnieën zetelden. Naburige pakhuizen werden gebruikt als magazijn.
De zes gebouwen waren:
- het Oost-Indisch Huis in Amsterdam, Oude Hoogstraat, gebouwd 1604 naast het Bushuis.
- het Oost-Indisch Huis in Middelburg, Rotterdamsekaai, gekocht en uitgebouwd 1628, gebombardeerd 1940 en gesloopt.
- het Oost-Indisch Huis in Enkhuizen, Wierdijk, gebouwd 1630, afgebrand 1816.
- het Oost-Indisch Huis in Hoorn, Muntstraat, gekocht in 1676 of 1677.
- het Oost-Indisch Huis in Delft, Oude Delft, gekocht en uitgebouwd 1631.
- het Oost-Indisch Huis in Rotterdam, Boompjes, gebouwd 1699, verwoest 1940.